# Olefiny
Olefiny – organiczne związki chemiczne z grupy węglowodorów nienasyconych, w których występuje jedno lub więcej podwójnych wiązań chemicznych między atomami węgla. Olefiny mogą mieć budowę niecykliczną (alkeny, polieny) lub cykliczną (cykloalkeny, cyklopolieny).